# Will Steinberg
Wilhelm Martin „Will“ Steinberg (* 4. April 1892 in Berlin; † 6. Dezember 1934 ebenda) war ein deutscher Librettist.

## Leben
Will Steinberg war ein Sohn des aus Czarnikau stammenden Händlers Michaelis Steinberg und der Caroline Anna Steinberg, geborene Cohn.
Steinberg war Schriftsteller für Bühne und Film und wohnte in Berlin-Prenzlauer Berg in der Rykestraße. Verheiratet war er mit Else geb. Knobat. Die Ehe wurde am 23. November 1920 in Berlin geschlossen. Einer der Trauzeugen war Paul Lincke. Seine Ehefrau verstarb am 4. Dezember 1934 im Martin-Luther-Krankenhaus in Berlin-Schmargendorf.  Will Steinberg und seine Mutter wurden am 6. Dezember 1934 in der Wohnung Rykestraße 52 tot aufgefunden.

## Werke
Steinberg verfasste die Libretti zu mehreren Operetten, darunter denen des Komponisten Walter Bromme:
- Die blonde Geisha, 1923
- Die schöne Rivalin, Berlin: Funk-Dienst, 1927
- Mascottchen, Berlin: Funk-Dienst, 1927
- Die Kleine aus der Hölle, Berlin: Drei Masken Verlag, um 1925
- Die Königin der Nacht, Berlin: Kollo-Verlag, 1926
- Die Schönste der Frauen, Berlin: Drei Masken Verlag, 1923
- Schäm' Dich - Lotte!, Berlin: Drei Masken Verlag, 1921
- Prinzenliebe, Berlin: Pegasus Theater- und Musik-Verlag, 1919,
- Eine Nacht im Paradies, Berlin: Drei Masken Verlag, 1920
- Die Kinopuppe, Posse, Berlin, Bühnenverlag Ahn & Simrock, um 1917

Steinberg schrieb die Liedtexte zu den „Singfilmen“
- Verlorene Töchter. Deutschland 1918, R William Kahn. Musik: Julius Einödshofer[8]
- Opfer der Schmach (Die rote Laterne) Deutschland 1919,  R William Kahn. Musik: Rachel Danziger van Embden[9] (Liedeinlage „Frühlingshoffen“).
- Miß Venus. Deutschland 1921, R Ludwig Czerny, Musik: Hans Ailbout und Tilmar Springefeld[10]